# Pécsi erőmű
A pécsi erőmű (Veolia Energia Magyarország csoport, Pannon Hőerőmű Zrt.) Magyarország egyik legnagyobb biomassza-erőműve, amely kogenerációs – azaz egyszerre villamos- és hőenergiát is előállít – 200 MW összteljesítménnyel. Két 35 MW-os és az egyik 65 MW-os egységében földgázt, míg a negyedik (65 MW-os) egységében fát (biomasszát) égetnek tüzelőanyagként.

## A biomasszablokk
2004-ig a négyes blokk széntüzelésű volt. Az akkor végrehajtott korszerűsítés során tisztán fatüzelésűre állították át. 2017 nyarán több mint egymilliárd forintos – saját forrásból finanszírozott – beruházással a General Electric közreműködésével felújították.
A hatos számú gőzturbinába új, korszerűbb lapátokat szereltek, amivel óránkénti gőznyelése öt tonnával csökkent. Így a keletkező gőzből az eddiginél nagyobb hatékonysággal nyerhető ki energia, ezáltal az erőmű tüzelőanyag-igénye csökkent. A blokk kazánját is modernizálták, mivel a forrcső- és a túlhevítő rendszer üzemideje megközelítette a 200 ezer üzemórát.
Az erőmű főként a térség agrárvállalkozóitól szerzi be a blokk működtetéséhez szükséges tüzelőanyagokat, mintegy 3,5 milliárd forintért faaprítékot és szalmát.
A mezőgazdasági melléktermékek hasznosítása mintegy 31 ezer 500 lakás és 460 közintézmény hőigényének kielégítését szolgàlja.
Mivel a biomassza-tüzelés szén-dioxid-semleges technológia, az erőmű évente több mint 150 ezer tonna szén-dioxid kibocsátását váltja ki.